# MOB Be 4/4 (5001-5004)

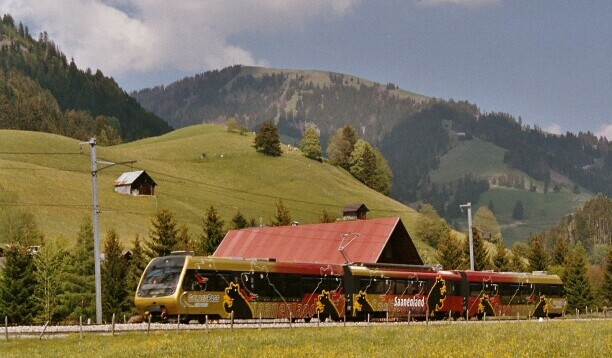
ABt 343 – Be 4/4 5003 – Bt 243 op 29 mei 2004

De Be 4/4 en Bt is een elektrisch treinstel bestemd voor het regionaal personenvervoer van de Montreux-Berner Oberland-Bahn (MOB).

## Geschiedenis
Het treinstel werd door Schweizerische Industrie-Gesellschaft (SIG) en SAAS in de jaren 1980 ontwikkeld en gebouwd voor de Montreux–Berner Oberland-Bahn (MOB) ter vervanging van ouder materieel.

## Constructie en techniek
Het treinstel bestaat uit een motorwagen met een stuurstand. Het treinstel bezit een cabine en kan daarom alleen functioneren in combinatie met een stuurstandrijtuig. Deze treinstellen kunnen tot twee stuks gecombineerd rijden.
Bij verbouwing werden de motorwagens ontdaan van hun stuurstand en vervolgens gecombineerd met aan beide zijden een stuurstandrijtuig. Het gaat hierbij om nieuwe rijtuigen. De treinen werden vernoemd in ABe 4/12.

### Nummers
De volgende rijtuigen en de motorwagens werden door Ramseier+Jenzer uit Biel en MOB werkplaats te Chemex in 2004 en 2005 gebouwd/verbouwd en uitgerust met SIG-draaistellen:
- Bt 243 + Be 4/4 5003 + ABt 343
- Bt 244 + Be 4/4 5004 + ABt 344

De volgende rijtuigen en de motorwagens werden door Raility uit Biel en MOB werkplaats te Chemex in 2008 en 2009 gebouwd/verbouwd en uitgerust met Alstom Centro 1000 draaistellen:
- Bt 242 + Be 4/4 5002 + ABt 342
- Bt 241 + Be 4/4 5001 + ABt 341

De oorspronkelijke stuurstandrijtuigen ABt 5301 – ABt 5304 werden buiten dienst gesteld.

## Treindiensten
Deze treinen worden door Montreux–Berner Oberland-Bahn (MOB) ingezet op de volgende trajecten:
- Montreux – Zweisimmen
- Zweisimmen – Lenk

## Foto's

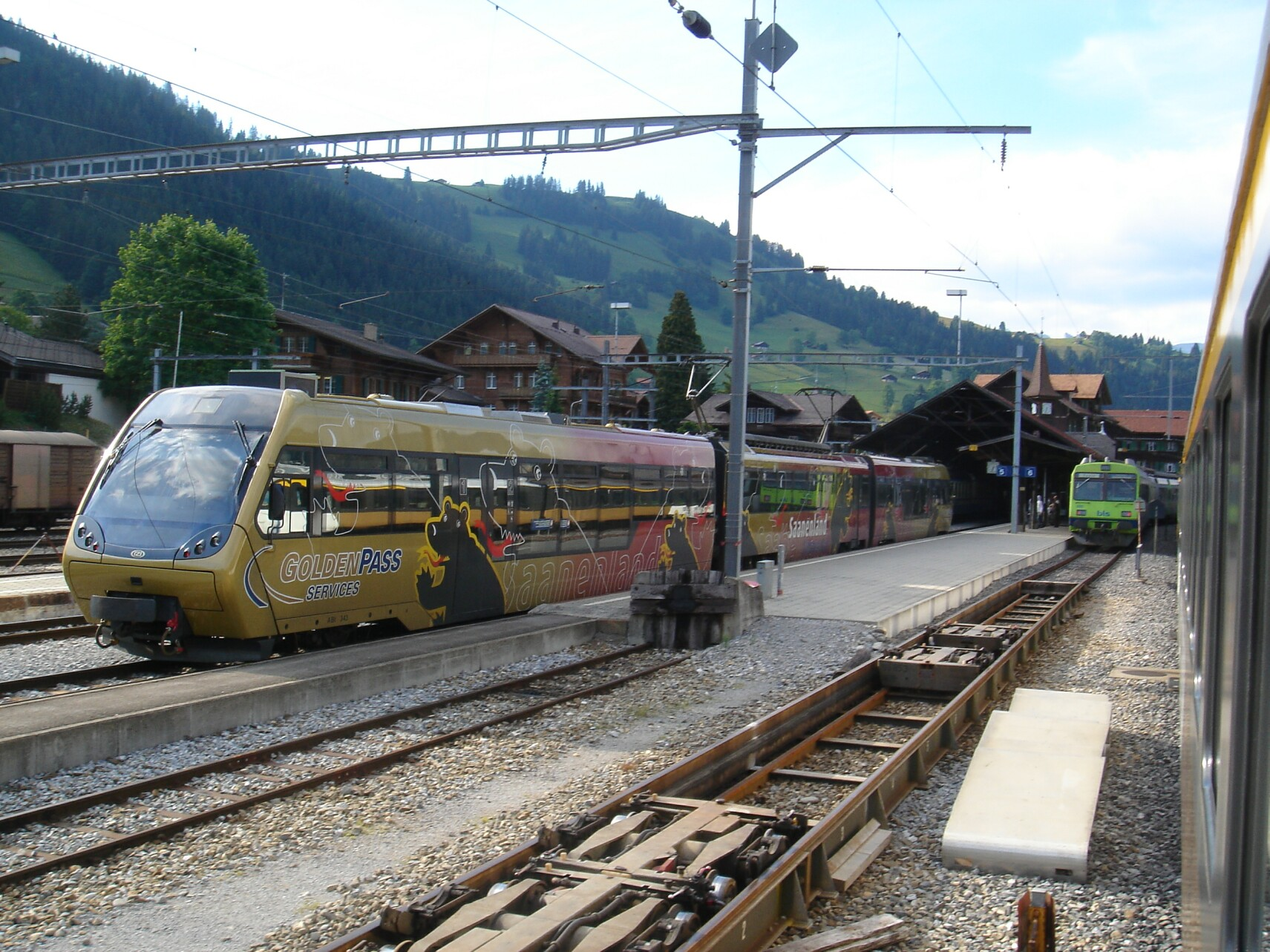
ABt 343 – Be 4-4 5003 – Bt 243 in station Zweisimmen naast de rolbok
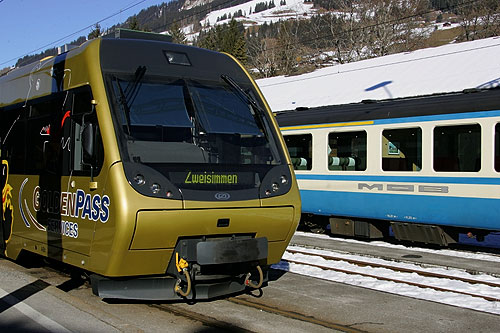
Golden Pass in station Lenk